# Paříž–Roubaix 2019
117. ročník jednodenního cyklistického závodu Paříž–Roubaix se konal 14. dubna 2019 ve Francii. Závod dlouhý 257 km vyhrál Belgičan Philippe Gilbert z týmu Deceuninck–Quick-Step. Na druhém a třetím místě se umístili Němec Nils Politt (Team Katusha–Alpecin) a Gilbertův týmový kolega Yves Lampaert. Nejlepším českým účastníkem byl Zdeněk Štybar na 8. místě, 47 sekund za vítězem a jeho týmovým kolegou Philippem Gilbertem.

## Týmy
Závodu se zúčastnilo celkem 25 týmů. Všech 18 UCI WorldTeamů bylo pozváno automaticky a muselo se zúčastnit závodu. Společně se sedmi UCI ProTeamy tak utvořili startovní peloton složený z 25 týmů. Každý tým přijel se sedmi jezdci. Celkem se na start postavilo 175 jezdců.

### UCI WorldTeamy
- AG2R La Mondiale
- Astana
- Bahrain–Merida
- Bora–Hansgrohe
- CCC Team
- Deceuninck–Quick-Step
- EF Education First
- Groupama–FDJ
- Team Katusha–Alpecin
- Lotto–Soudal
- Mitchelton–Scott
- Movistar Team
- Team Dimension Data
- Team Jumbo–Visma
- Team Sky
- Team Sunweb
- Trek–Segafredo
- UAE Team Emirates

### UCI ProTeamy
- Arkéa–Samsic
- Cofidis
- Delko–Marseille Provence
- Roompot–Charles
- Vital Concept–B&B Hotels
- Wanty–Gobert
- Direct Énergie

## Výsledky
| Pořadí | Jezdec                    | Tým                      | Čas        |
| ------ | ------------------------- | ------------------------ | ---------- |
| 1      | Philippe Gilbert (BEL)    | Deceuninck–Quick-Step    | 6h 02’ 12” |
| 2      | Nils Politt (GER)         | Team Katusha–Alpecin     | + 0”       |
| 3      | Yves Lampaert (BEL)       | Deceuninck–Quick-Step    | + 13”      |
| 4      | Sep Vanmarcke (BEL)       | EF Education First       | + 40”      |
| 5      | Peter Sagan (SVK)         | Bora–Hansgrohe           | + 42”      |
| 6      | Florian Sénéchal (FRA)    | Deceuninck–Quick-Step    | + 47”      |
| 7      | Mike Teunissen (NED)      | Team Jumbo–Visma         | + 47”      |
| 8      | Zdeněk Štybar (CZE)       | Deceuninck–Quick-Step    | + 47”      |
| 9      | Evaldas Šiškevičius (LTU) | Delko–Marseille Provence | + 47”      |
| 10     | Sebastian Langeveld (NED) | EF Education First       | + 47”      |